# Processo de Cauchy

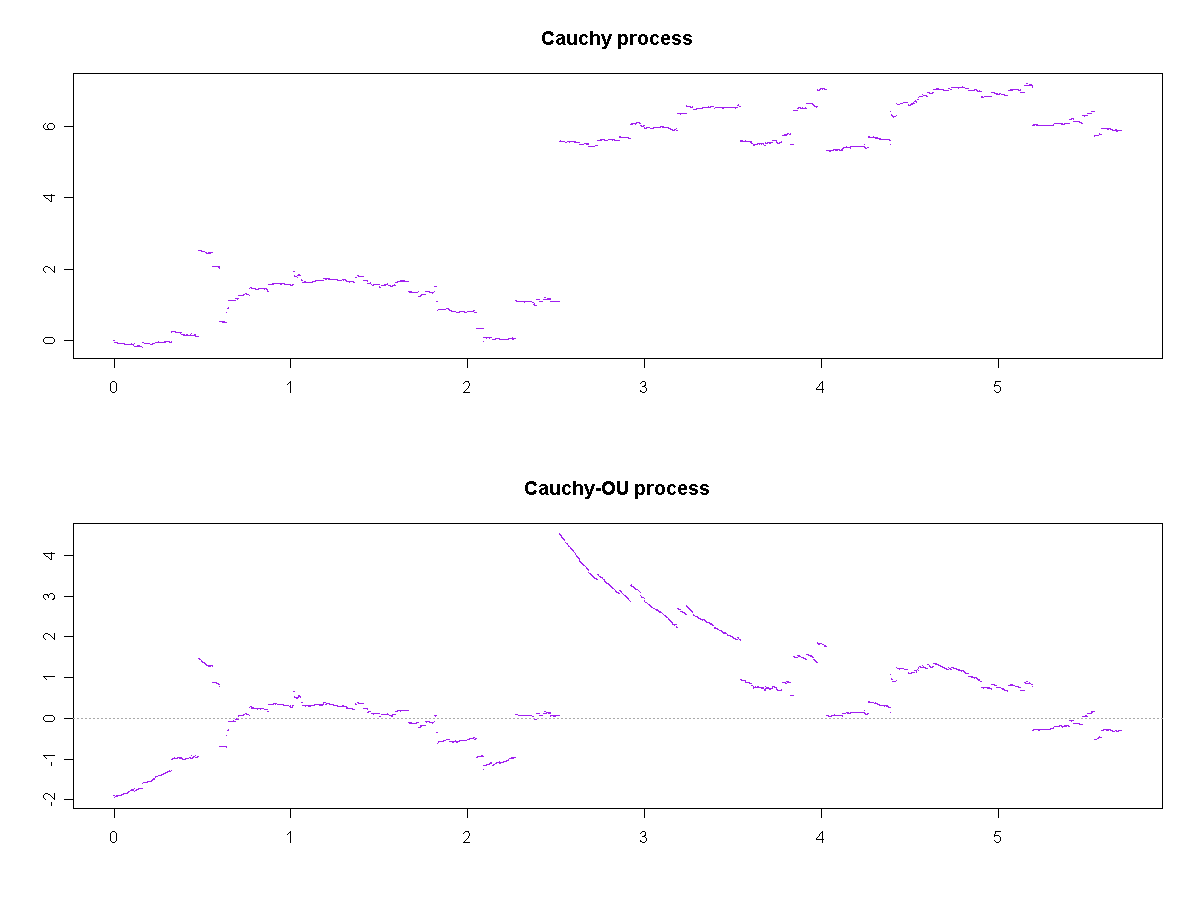
Um processo de Cauchy (processo de Lévy) e um outro processo.

Em teoria da probabilidade, um processo de Cauchy é um tipo de processo estocástico. Há formas simétricas e assimétricas do processo de Cauchy. O termo "processo de Cauchy" não especificado é frequentemente usado para fazer referência ao processo de Cauchy simétrico
O processo de Cauchy tem certas propriedades:
1. É um processo de Lévy;[3][4][5]
2. É um processo estável;[1][2]
3. É um processo de saltos puros;[6]
4. Seus momentos são infinitos.

## Processo de Cauchy simétrico
O processo de Cauchy simétrico pode ser descrito por um movimento browniano ou processo de Wiener sujeito ao subordinador de Lévy. O subordinador de Lévy é um processo associado a uma distribuição de Lévy, tendo parâmetro de localização {\displaystyle 0} e parâmetro de escala {\displaystyle t^{2}/2}.  A distribuição de Lévy é um caso especial de distribuição gama inversa. Então, usando {\displaystyle C} para representar o processo de Cauchy e {\displaystyle L} para representar o subordinador de Lévy, o processo de Cauchy simétrico pode ser descrito como:
{\displaystyle C(t;0,1)\;:=\;W(L(t;0,t^{2}/2)).}
A distribuição de Lévy é a probabilidade do primeiro tempo de chegada para um movimento browniano. Logo, o processo de Cauchy é na essência o resultado de dois processos de movimento browniano independentes.
A representação de Lévy-Khintchine para o processo de Cauchy simétrico é um triplo com deriva zero e difusão zero, o que resulta em um triplo de Lévy-Khintchine de {\displaystyle (0,0,W)}, em que {\displaystyle W(dx)=dx/(\pi x^{2})}.
A função característica marginal do processo de Cauchy simétrico tem a forma:
{\displaystyle \operatorname {E} {\Big [}e^{i\theta X_{t}}{\Big ]}=e^{-t|\theta |}.}
A distribuição de probabilidade marginal do processo de Cauchy simétrico é a distribuição de Cauchy cuja densidade é
{\displaystyle f(x;t)={1 \over \pi }\left[{t \over x^{2}+t^{2}}\right].}

## Processo de Cauchy assimétrico
O processo de Cauchy assimétrico é definido nos termos de um parâmetro {\displaystyle \beta }. Aqui, {\displaystyle \beta } é o parâmetro de obliquidade e seu valor absoluto deve ser menor ou igual a {\displaystyle 1}. No caso em que {\displaystyle |\beta |=1}, o processo é considerado um processo de Cauchy completamente assimétrico. 
O triplo de Lévy-Khintchine tem a forma {\displaystyle (0,0,W)}, em que {\displaystyle W(dx)={\begin{cases}Ax^{-2}\,dx&{\text{if }}x>0\\Bx^{-2}\,dx&{\text{if }}x<0\end{cases}}}, em que {\displaystyle A\neq B}, {\displaystyle A>0} e {\displaystyle B>0}.
Isto posto, {\displaystyle \beta } é uma função de {\displaystyle A} e {\displaystyle B}.
A função característica da distribuição de Cauchy assimétrica tem a forma:
{\displaystyle \operatorname {E} {\Big [}e^{i\theta X_{t}}{\Big ]}=e^{-t(|\theta |+i\beta \theta \ln |\theta |/(2\pi ))}.}
A distribuição de probabilidade marginal do processo de Cauchy é uma distribuição estável com índice de estabilidade igual a {\displaystyle 1}.